# Psicologia contemporanea
Psicologia contemporanea è una rivista bimestrale di divulgazione scientifica in campo psicologico che si rivolge a tutti coloro che sono interessati alla psicologia e alle sue applicazioni. Gli argomenti proposti, alla luce delle più recenti ricerche e teorie psicologiche, offrono ai lettori una chiave per poter interpretare la vita quotidiana, i rapporti interpersonali, la società in cui viviamo. Le tematiche vanno dalla psicologia, al benessere, alle neuroscienze, allo sport, alla comunicazione, alle nuove tecnologie, al brand positioning, all'efficacia personale, al self help scientifico. 
Psicologia Contemporanea è una rivista edita da Giunti Editore, e come gruppo editoriale italiano che ha sede a Firenze nella duecentesca Villa La Loggia. Attualmente, il direttore editoriale della rivista è Luca Mazzucchelli.
Il comitato scientifico della rivista Psicologia Contemporanea annovera nomi di spicco nel panorama italiano della psicologia e della filosofia, tra cui Umberto Galimberti, Silvia Bonino, Mauro Fornaro e Cesare Cornoldi.